# Émancé
Émancé /emɑ̃ˈse/ è un comune francese di 861 abitanti situato nel dipartimento degli Yvelines nella regione dell'Île-de-France.

## Società

### Evoluzione demografica
Abitanti censiti